# Naissance en 1442
Naissance
- 1438
- 1439
- 1440
- 1441
- 1442
- 1443
- 1444
- 1445
- 1446

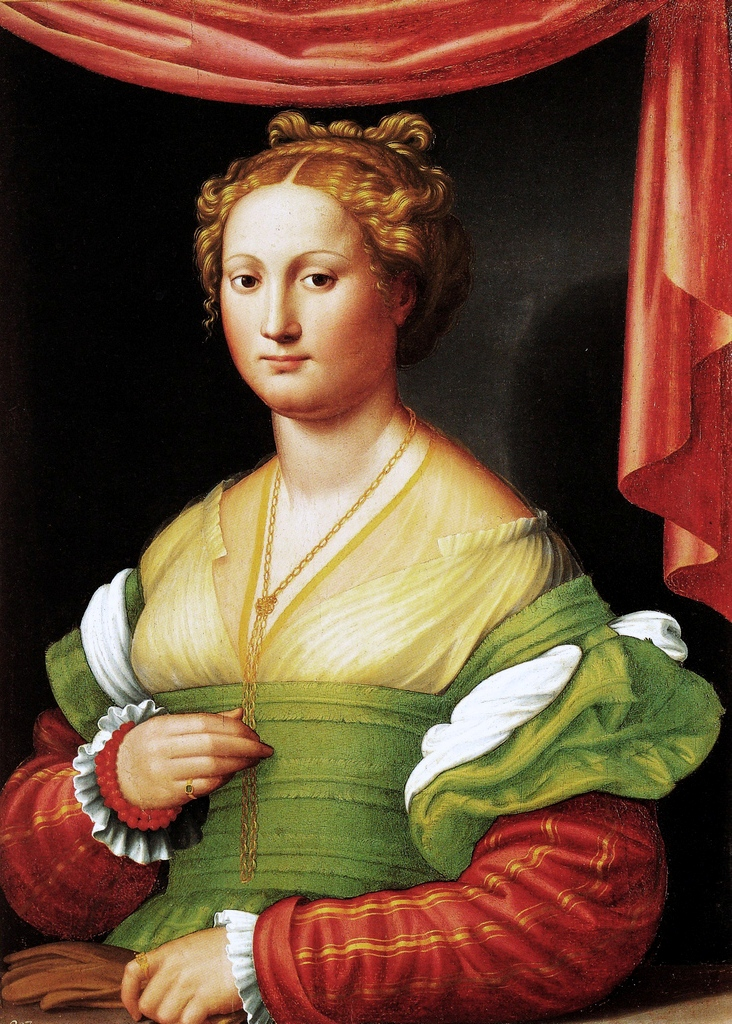
Vannozza Cattanei, née en 1442.

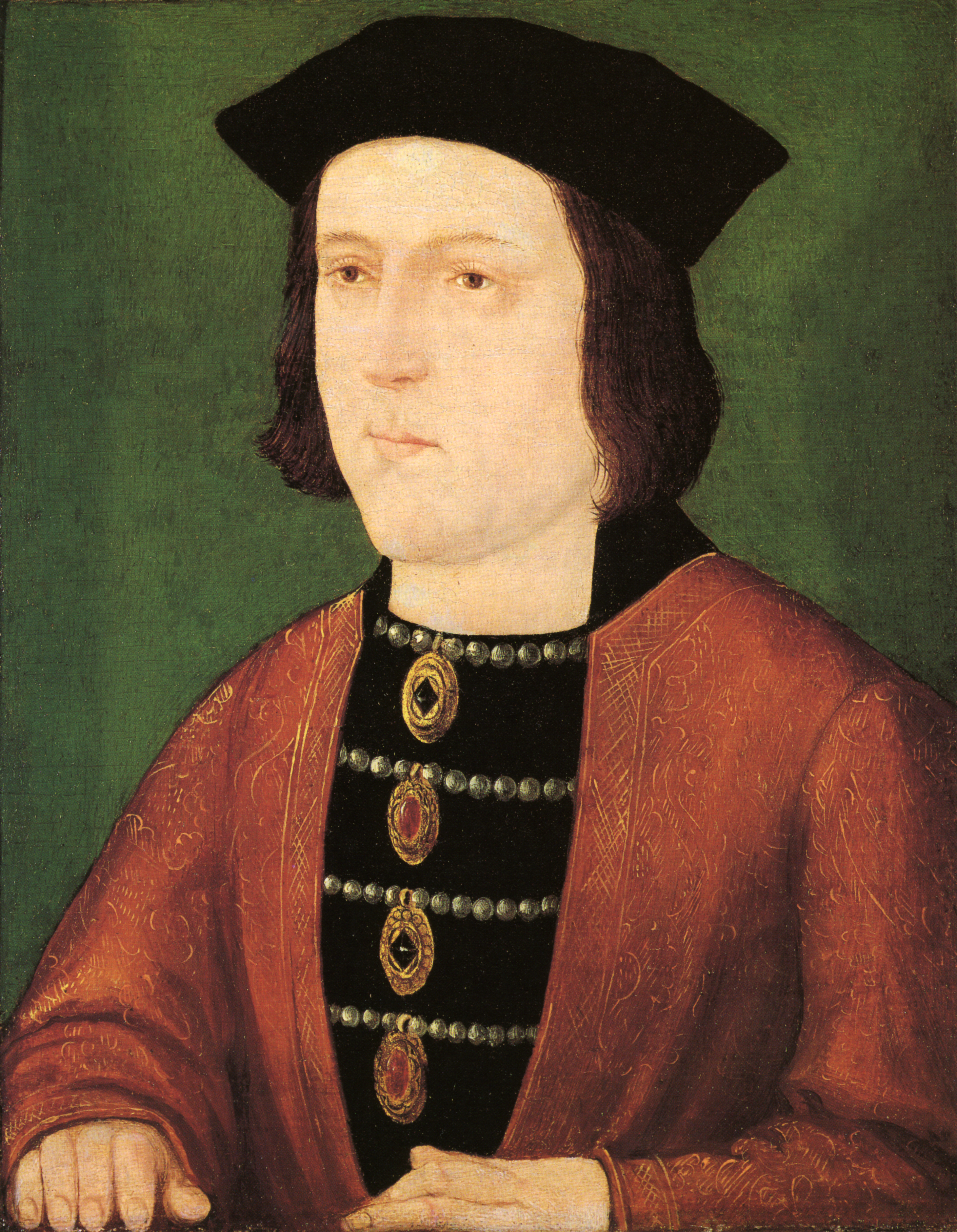
Édouard IV, né en 1442.

Cette page dresse une liste de personnalités nées au cours de l'année 1442  :
- 28 avril : Édouard IV, roi d'Angleterre et seigneur d'Irlande.
- 3 juillet : Go-Tsuchimikado, 103e empereur du Japon.
- 15 juillet : Boček de Poděbrady, dernier des membres de la famille noble de  Poděbrady, issue des seigneurs Kunštát titulaire de ces deux fiefs.
- 17 juillet : Pierre de Laval, évêque de Saint-Brieuc, de Saint-Malo, puis archevêque de Reims.
- 8 septembre : John de Vere, 13e comte d'Oxford et militaire anglais de la Guerre des Deux-Roses.
- 27 septembre[1] : John de la Pole, 2e duc de Suffolk et chevalier de l'ordre de la Jarretière, surnommé le « duc manœuvrier ».
- 25 octobre : Anne de Lichtenberg, une des deux héritières de la seigneurie de Lichtenberg.

- Tamás Bakócz, cardinal hongrois.
- Vannozza Cattanei, personnalité italienne de la Renaissance, maîtresse du cardinal Rodrigo Borgia, futur pape Alexandre VI.
- Paul de Baenst, magistrat et diplomate flamand
- Jean V, duc de Bretagne.
- Jean de Montchenu, évêque d'Agen puis de Viviers.
- Charles de Neufchâtel, archevêque de Besançon, administrateur de Bayeux.
- Marie de Tver, première femme du Grand-prince Ivan III de Russie.
- Jacopo del Sellaio, peintre de l'école florentine.
- Domenico della Rovere, cardinal italien.
- Niccolò di Pitigliano, condottiere italien, membre de la famille Orsini.
- Hatakeyama Masanaga, daimyo du clan Hatakeyama et, selon certains témoignages, inventeur du horo, manteau raidi utilisé par les messagers et les gardes du corps afin d'améliorer leur visibilité sur le champ de bataille et d'écarter les flèches.
- Erhard Ratdolt, pionnier bavarois de l'imprimerie.
- Toki Shigeyori, commandant militaire et daimyo de la province de Mino.
- Lê Thánh Tông, empereur d'Annam, 4e empereur de la dynastie Lê.
- Wilhelm von Diesbach, personnalité politique bernoise.
- Berthold von Henneberg, archevêque de Mayence et prince-électeur du Saint-Empire.
- Ahmad Zarrouq, juriste et soufi affilié à la voie spirituelle Chadhili.

date incertaine (vers 1442)
- Domenico Morone, peintre italien de la renaissance italienne († 1518).

## Crédit d'auteurs
- Cet article est partiellement ou en totalité issu de l'article intitulé « 1442 » (voir la liste des auteurs).